# المرأة في الأرجنتين
وضع المرأة في الأرجنتين قد تغير بشكل ملحوظ بعد عودة الديمقراطية في 1983؛ وبلوغها لمستوى عال نسبيا من المساواة، حسب تقرير غلوبال غراند غاب الذي أعده المنتدى الاقتصادي العالمي في عام 2009، نساء الأرجنتين تحتل الرتبة 24 رسميا بين 134 دولة شملتها الدراسة من حيث حصولهم على الموارد والفرص بالنسبة إلى الرجال. وهم يتمتعون بمستويات مماثلة من التعليم، والمدارس العليا إلى حد ما نسب الالتحاق بها بمقارنة نظرائهن من الرجال.
أصبحت المرأة الأرجنتينية مندمجة بشكل جيد في الحياة الثقافية والفكرية في البلاد،; على الرغم أقل من ذلك في اقتصاد البلاد، أصبح نفوذهن الاقتصادي فيما يتعلق الرجال أعلى منهن في معظم بلدان أمريكا اللاتينية، ومع ذلك العديد من النساء الأرجنتين عقدوا المناصب العليا في الشركات في العالم الأرجنتيني. ومن بين أشهرها هي كريس مورينا، صاحبة شركة الإنتاج التلفزيوني، ماريا أماليا لاكروز دي فورتاباد حيث أصبحت الرئيس التنفيذي وشكلت أغلبية من أصحاب المصلحة, لوما نيجرا أصبحت أكبر مصنع للأسمنت في البلاد، وإرنستينا هيريرا دي نوبل، مدير جروبو كلارين، المجموعة الإعلامية الأولى في الأرجنتين.
ومع ذلك النساء الأرجنتينية لا تزال تواجه تحديات منهجية عديدة مشتركة لهذه الدول في مقتضيات ومتعلقات أخرى، فالعنف المنزلي في الأرجنتين يمثل مشكلة خطيرة، كما هي العوائق التي تحول دون مقاضاة الاغتصاب في الوقت المناسب، وانتشار التحرش الجنسي، والفجوة في الأجور بين الجنسين المستمرة، وغير ذلك.